# Leaving Las Vegas
Leaving Las Vegas (Alternativtitel: Leaving Las Vegas – Liebe bis in den Tod) ist ein mehrfach preisgekröntes US-amerikanisches Filmdrama des Regisseurs Mike Figgis aus dem Jahr 1995. Das Drehbuch basiert auf dem gleichnamigen Roman von John O’Brien; Hauptdarsteller sind Elisabeth Shue und Nicolas Cage, der für seine Darstellung mit einem Oscar ausgezeichnet wurde.

## Handlung
Ben Sanderson, ein alkoholkranker und beruflich wie privat gescheiterter Drehbuchautor, beschließt, sich nach Las Vegas zu begeben, um sich dort zu Tode zu trinken, nachdem er zuvor seinen gesamten Hausrat verbrannt hat. Dort lernt er die Prostituierte Sera kennen, mit der ihn bald eine intensive Freundschaft verbindet, allerdings mit speziellen Regeln: Sera darf nicht versuchen, Ben von seinem Vorhaben abzuhalten. Im Gegenzug soll Seras Broterwerb zwischen den beiden kein Thema sein – ein Deal, der nur oberflächlich tragfähig ist. Trotz aller Trost- bzw. Hoffnungslosigkeit der jeweiligen Perspektiven hat sich nämlich eine besondere Form der Liebe entwickelt, was im Ergebnis aber nichts daran ändern kann, dass Ben seinen Plan schließlich in die Tat umsetzt.

## Hintergrund und Sonstiges
- Leaving Las Vegas ist auf Super-16-mm-Filmmaterial gedreht worden, einem heute für Hollywood-Produktionen eher ungebräuchlichen Filmformat.

- Die literarische Vorlage John O’Briens verarbeitet Erfahrungen, die der Autor mit seiner eigenen Alkoholsucht gemacht hat. Zwei Wochen vor Drehbeginn von Leaving Las Vegas nahm O’Brien sich im Alter von 33 Jahren das Leben, nachdem er in Erfahrung gebracht hatte, dass sein Roman als Vorlage des Filmes dienen sollte. Johns Vater gab anschließend bekannt, dass das Werk gleichzeitig als Abschiedsbrief diente.[1]

- Die Regisseure Bob Rafelson und Vincent Ward sind in kleinen Rollen zu sehen.

- Nicolas Cage betrank sich zur Vorbereitung auf die Rolle und ließ sich dabei von einem Freund filmen, um danach zu lernen, wie er im betrunkenen Zustand spricht.

- Elisabeth Shue trägt im Film Kleidung der englischen Mode-Designerin Vivienne Westwood.

- Der Regisseur Mike Figgis hat in dem Film einen Cameo-Auftritt als einer von drei Gangstern. Außerdem fahren immer wieder Taxis vor, auf deren Dächern sich ein Plakat mit der Aufschrift Red Mullet mit einem vollbärtigen Männergesicht daneben befindet. Bei dem Gesicht handelt es sich ebenfalls um Mike Figgis, Red Mullet ist der Name seiner Filmproduktionsfirma.

- In der Biker-Bar, in der Ben Sanderson die Nase blutig geschlagen wird, hat der Musiker Julian Lennon einen Gastauftritt als hilfsbereiter Kneipenwirt. Den Taxi-Fahrer, der gegen Ende des Films Sera Beziehungsratschläge erteilt, spielt der Soul-Sänger Lou Rawls.

- In einer abendlichen Szene schauen sich Ben und Sera an einem Swimmingpool auf einem Fernsehgerät den Schwarz-Weiß-Spielfilm Der dritte Mann mit Joseph Cotten und Alida Valli an.

- Einige Lieder des Soundtracks singt Sting, die Jazz-Piano-Stücke Angel Eyes, My one and only Love und It’s a lonesome old Town. Nicolas Cage singt den Song Ridiculous, den er mit Phil Roy zusammen geschrieben hat.

### Deutsche Synchronfassung
Leaving Las Vegas wurde von der Magma Synchron GmbH synchronisiert. Das Dialogbuch stammt von Joachim Kunzendorf, der auch die Dialogregie innehatte.
| Charakter            | Schauspieler    | Synchronsprecher    |
| -------------------- | --------------- | ------------------- |
| Ben Sanderson        | Nicolas Cage    | Michael Christian   |
| Sera                 | Elisabeth Shue  | Arianne Borbach     |
| Yuri                 | Julian Sands    | Martin Keßler       |
| Peter                | Richard Lewis   | Jörg Hengstler      |
| Marc Nussbaum        | Steven Weber    | Ralph Beckmann      |
| Sheila               | Kim Adams       | Natascha Rybakowski |
| Paul                 | R. Lee Ermey    | Eberhard Mellies    |
| Terri                | Valeria Golino  | Anja Godenschweger  |
| Mrs. Van Houten      | Laurie Metcalf  | Liane Rudolph       |
| Mister Simpson       | Thomas Kopache  | Wilfried Herbst     |
| Bartender            | Graham Beckel   | Tilo Schmitz        |
| Debbie               | Emily Procter   | Andrea Plany        |
| Zynischer Taxifahrer | Xander Berkeley | Tim Moeseritz       |

Martin Keßler hat Nicolas Cage seitdem mehr als 40 Mal synchronisiert. Hier synchronisiert er aber Julian Sands.

## Kritiken
Mit Leaving Las Vegas ist dem Regisseur nach Meinung der meisten Kritiker ein beeindruckendes Psychodrama gelungen. Von der Filmkritik ist insbesondere die beklemmend realistische Darstellung eines Alkoholkranken gelobt worden, für die Nicolas Cage unter anderem mit einem Oscar und einem Golden Globe Award ausgezeichnet wurde.

„Eine unbeschönigte Bestandsaufnahme menschlicher Leidens- und Liebesfähigkeit, in der sich Dokumentation und Poesie zu einer ebenso deprimierenden wie beunruhigenden Beschreibung existentieller Grenzsituationen treffen. In seiner kompromißlosen Konsequenz für manchen Zuschauer ein sicher schwer erträglicher Film, der sich moralischer Kategorisierung verweigert und statt dessen  zur Reflexion über individuelle Schicksale einlädt.“

„[Der Film] verspricht keine Art Rettung. Er zeigt die Raserei und die Delirien, er zeigt das Schmatzen, das Gurgeln, das Zittern, das Würgen, das Sabbern, das Kotzen, und bei alledem lässt er den Mann auf dem Weg in den Tod eine Liebesgeschichte erleben, die das Grauen des Sterbenmüssens seltsam verklärt und verwandelt. Die Ungeheuerlichkeit dieser Liebe gibt dem Film seinen Sog, seinen Zauber, seine Erschütterungskraft. […Die] Musik betont, dass man hier eine Geschichte voll Nostalgie erzählt, dass man noch einmal das Lied des Verlierers singt, den einsamen Untergang feiert, die Romantik der Selbstzerstörung.“

„Die Bilder zeigen diese Verfassung als selbstverständliche Obsession: Als ginge es um den leidenschaftlichen Genuss eines Menschen beim Bogenschießen oder bei der Teezeremonie. Es sind Bilder vom Rande des Wahnsinns, aber in einer Weise poetisiert, als böten sie Momente erhabenster Sinneslust. […] Warum die beiden tun, was sie tun, darauf gibt der Film keine Antwort. […] In ihren gemeinsamen Momenten aber schimmert ein feierlicher Friede auf. […] Die Stadt ist, betont grobkörnig und mit rüttelnder Handkamera aufgenommen, wie ein Supermarkt der Zivilisation inszeniert, wie eine reich gefüllte Kammer, die nur den Raum dafür bietet, sich in aller Ruhe und Bequemlichkeit selbst zu zerstören.“

„,Leaving Las Vegas‘ ist kein versöhnliches Drama, sondern ein unversöhnliches Delirium. Großes Kino, weil es vom Leben handelt, auch wenn es um den Tod geht.“

## Auszeichnungen und Nominierungen (Auswahl)
1996:
- Oscar in der Kategorie Bester Hauptdarsteller (N. Cage). Außerdem nominiert in den Kategorien Beste Hauptdarstellerin (E. Shue), Beste Regie und Bestes adaptiertes Drehbuch
- Golden Globe Award in der Kategorie Bester Hauptdarsteller/Drama (N. Cage). Außerdem nominiert in den Kategorien Bester Film/Drama, Beste Regie und Beste Hauptdarstellerin (E. Shue)
- Independent Spirit Awards in den Kategorien Beste Hauptdarstellerin (E. Shue) und Bester Featurefilm, Beste Regie und Beste Kamera. Außerdem nominiert in den Kategorien Bester Hauptdarsteller (N. Cage) und Bestes Drehbuch
- Nominiert für den BAFTA Award in den Kategorien Bester Hauptdarsteller (N. Cage), Beste Hauptdarstellerin (E. Shue) und Bestes adaptiertes Drehbuch
- Die Deutsche Film- und Medienbewertung FBW in Wiesbaden verlieh dem Film das Prädikat wertvoll.